# Delicate Sound of Thunder (фильм)
Delicate Sound of Thunder — видеофильм Уэйна Ишэма — съёмки концертов группы Pink Floyd, проходивших в рамках тура в поддержку альбома 1987 года A Momentary Lapse of Reason: в Нью-Йорке («Nassau Veterans Memorial Coliseum») с 19 по 23 августа 1988 года и на площади перед Версальским дворцом (Place d’Armes, Château de Versailles) во Франции 21 и 22 июня 1988 года.
Постановка светового шоу отснятых концертов была осуществлена Марком Брикманом (Marc Brickman), продюсирование музыки — Дэвидом Гилмором. Демонстрируемые кадры на круглом экране над сценой, сопровождающие исполнение музыкальных композиций во время концерта, показанного в фильме, представляют собой видео, снятое Стормом Торгерсоном и анимацию Яна Имса (Ian Eames) (во время исполнения «Time»). Фильм был выпущен 13 июня 1989 года в форматах VHS и Laserdisc.
Фильм был номинирован на премию «Грэмми» за лучшее длинное музыкальное видео.

## Список композиций
1. «Shine On You Crazy Diamond (Part I)» (Дэвид Гилмор, Роджер Уотерс, Ричард Райт) 
 (Wish You Were Here, 1975)
2. «Signs of Life» (Гилмор, Боб Эзрин) 
 (A Momentary Lapse of Reason, 1987)
3. «Learning to Fly» (Гилмор, Энтони Мур, Эзрин, Джон Карин) 
 (A Momentary Lapse of Reason, 1987)
4. «Sorrow» (Гилмор) 
 (A Momentary Lapse of Reason, 1987)
5. «The Dogs of War» (Гилмор, Мур) 
 (A Momentary Lapse of Reason, 1987)
6. «On the Turning Away» (Гилмор, Мур) 
 (A Momentary Lapse of Reason, 1987)
7. «One of These Days» (Гилмор, Ник Мейсон, Уотерс, Райт) 
 (Meddle, 1971)
8. «Time» (Гилмор, Мейсон, Уотерс, Райт) 
 (The Dark Side of the Moon, 1973)
9. «On the Run» (Гилмор, Уотерс) 
 (The Dark Side of the Moon, 1973)
10. «The Great Gig in the Sky» (Райт) 
 (The Dark Side of the Moon, 1973)
11. «Wish You Were Here» (Гилмор, Уотерс) 
 (Wish You Were Here, 1975)
12. «Us and Them» (Райт, Уотерс) 
 (The Dark Side of the Moon, 1973)
13. «Money» (Уотерс) 
 (The Dark Side of the Moon, 1973) (только на американской версии)
14. «Comfortably Numb» (Гилмор, Уотерс) 
 (The Wall, 1979)
15. «One Slip» (Гилмор, Фил Манзанера) 
 (A Momentary Lapse of Reason, 1987)
16. «Run Like Hell» (Гилмор, Уотерс) 
 (The Wall, 1979)
17. «Shine On You Crazy Diamond (Parts II—V)» (Гилмор, Уотерс, Райт) 
 (Wish You Were Here, 1975) (во время финальных титров)

## Участники концерта
Pink Floyd:
- Дэвид Гилмор — гитара, вокал;
- Ник Мейсон — ударные;
- Ричард Райт — клавишные, вокал;

а также:
- Тим Ренвик (Tim Renwick) — гитара, вокал;
- Джон Карин (Jon Carin)— клавишные, вокал;
- Скотт Пейдж (Scott Page) — саксофон;
- Гай Пратт — бас-гитара, вокал;
- Гэри Уоллис (Gary Wallis) — ударные;
- Маргарет Тейлор (Margaret Taylor) — бэк-вокал;
- Рейчел Фьюри (Rachel Fury) — бэк-вокал;
- Дурга МакБрум (Durga McBroom) — бэк-вокал;

## Критика фильма
Энди Маббетт (Andy Mabbett), редактор журнала «The Amazing Pudding» и автор ряда книг о Pink Floyd, отмечает, что при просмотре фильма «мечтательный» стиль Уэйна Ишэма очень быстро начинает утомлять, замедленные съёмки, мягкая фокусировка изображения, растянутый переход из одной сцены в другую, характерные для фильма, не раскрывают в полной мере той яркой атмосферы и динамики, что сопровождают концерты Pink Floyd. К недостаткам работы Ишэма Маббетт также относил то, что большую часть концерта музыканты играют в голубоватом тумане, и что некоторые яркие фрагменты шоу показаны вскользь.

## Интересные факты
- О противостоянии Роджера Уотерса и остальных участников Pink Floyd, происходившем в годы записи альбома A Momentary Lapse of Reason и концертного тура в его поддержку, напоминают финальные титры фильма, в которые внесена строчка: «Оригинальная концепция свиньи — Р. Уотерс»[8][9].
- Во время исполнения композиции «Time» Ник Мейсон и Гэри Уоллис играют на ударных установках подсвеченными неоновыми барабанными палочками, по утверждению Энди Маббетта эти кадры были взяты из съёмок не вошедшего в фильм номера «Yet Another Movie»[6][10].
- Вокальная партия Уотерса в песне «Comfortably Numb» на концертах тура A Momentary Lapse of Reason обычно исполнялась басистом Гаем Праттом. В фильме вместо него поют вместе Райт и Джон Карин[11].